# Framed (film 1999)
Framed è un cortometraggio del 1999 di 19 minuti, diretto da Mennan Yapo con Ulrich Matthes e Lisa Martinek.

## Riconoscimenti
- German Short Film Award
  - 1999 - Candidatura al premio per il miglior corto